# Myosotis macrosperma
Myosotis macrosperma är en strävbladig växtart som beskrevs av Georg George Engelmann. Myosotis macrosperma ingår i släktet förgätmigejer, och familjen strävbladiga växter. Inga underarter finns listade i Catalogue of Life.